# Франц Захер
Франц Захер ( : 19. децембар 1816 — 11. март 1907) је био аустријски посластичар, најпознатији као проналазач Захер торте.

## Биографија
Према Захеровом сину Едуарду, 1832. године аустријски министар иностраних послова, принц Метерних, наредио је кухињи свог двора да направи посебан десерт за вечеру којој ће присуствовати високи гости. „Нека ме вечерас не буде срамота!“, изјавио је он. Нажалост, на дан вечере се разболео главни кувар Метерниховог домаћинства, а задатак припреме десерта морао је да буде пренет на Франца Захера, који је тада био на другој години шегртовања у палати. Резултат би била чоколадна торта коју је на лицу места осмислио 16-годишњи приправник. Причу је вероватно измислио Едуард много година касније, да би апеловао на „Бечке носталгичаре за својом империјалном прошлошћу“.
Захер је рођен у Бечу, а умро је у Бадену, где је и сахрањен на католичком гробљу Света Јелена.  Едуард је отворио Хотел Захер 1876. године у близини Државне опере у Бечу. За Захер торту се каже да је кључна у ширењу славе хотела; или можда обрнуто. Тачан рецепт који је креирао сам Захер је строго чувана тајна.

## Лични живот
Франц Захер и његова супруга Роза су имали три сина:
- Франц († 1889; Старост: 48/49) [3] преузео је посао свог оца 1860-их, а касније је постао угоститељ и хотелијер у Букурешту, а затим директор казина у Пули; [4]
- Едуард (1843–1892) основао је Хотел Захер у Бечу 1876. године;
- Карл (1849–1929) [5]

## Поштовање
Гугл је 19. децембра 2016. прославио Захеров 200. рођендан Гугл дудл логотипом. 